# ダスク・ウォッチ
『ダスク・ウォッチ』（2004年、原題：Сумеречный Дозор/英：Sumerechniy Dozor）とは、ロシアの作家セルゲイ・ルキヤネンコによる、「光と闇の異種たちの戦い」を描いたファンタジー小説である。前作『ナイト・ウォッチ』、『デイ・ウォッチ』に続く通算3作目となる作品で、このあとに最終章『ファイナル・ウォッチ』へ続く。

## 登場人物

### 光側
- アントン - 光側の異種。ナイト・ウォッチ。
- ゲセル（ボリス） - 光側の異種で、ボス。伝説の大魔術師。
- スヴェトラーナ - 光側の異種。
- オリガ - 光側の異種。女魔術師。
- イリヤ - 光側の異種。ナイト・ウォッチ。
- セミョーン - 光側の異種。ナイト・ウォッチ。
- イグナート - 光側の異種。ナイト・ウォッチ。
- 虎の子 - 光側の異種。ナイト・ウォッチ。
- 熊 - 光側の異種。ナイト・ウォッチ。

### 闇側
- ザブロン - 闇側の異種であり、ボス。大魔術師。
- アリス - 闇側の異種。デイ・ウォッチ。
- コースチャ - 闇側の異種。若いヴァンパイアで、アントンの友人。
- イゴール - 闇側の異種。アントンの息子で、偉大なる異種。
- アリナ - 闇側の異種。魔女。

| スタブアイコン | サブスタブ | この項目は、まだ閲覧者の調べものの参照としては役立たない、文学に関連した書きかけの項目です。この項目を加筆・訂正などしてくださる協力者を求めています（P:文学、PJ:ライトノベル）。項目が小説家・作家の場合には{Writer-substub}を、文学作品以外の本・雑誌の場合には{Book-substub}を貼り付けてください。 |